# Eldbollssläktet
Eldbollssläktet (Ixora) är ett växtsläkte i familjen måreväxter med cirka 200 arter. De förekommer i östra Asien och Indonesien. I Sverige odlas några arter som krukväxter.

### Fotnoter
1. ↑   Det Bästas stora trädgårdslexikon. Readers Digest AB. 1984

### Webbkällor
- Svensk Kulturväxtdatabas
- GRIN Taxonomy for Plants
- Wikimedia Commons har media som rör Eldbollssläktet.